# Marcel Fässler (bobsleista)
Marcel Fässler (ur. 21 lutego 1959 w Altendorf) – szwajcarski bobsleista. Złoty medalista olimpijski z Calgary.
Igrzyska w 1988 były jego jedyną olimpiadą. Startował w bobslejowych czwórkach, a osada Szwajcarii – prowadzona przez pilota Ekkeharda Fassera – triumfowała, wyprzedzając osady NRD i ZSRR.